# مناطق إريتريا

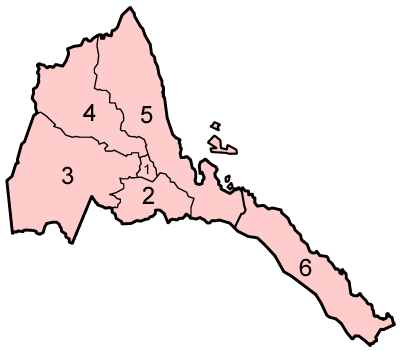
خريطة إريتريا

في وقت الاستقلال في عام 1993 تم ترتيب إريتريا في عشرة أقاليم. هذه الأقاليم كانت مشابهة للمقاطعات التسع التشغيل خلال الفترة الاستعمارية. في عام 1996 تم دمج هذه المناطق إلى ستة (Zobas). حددت حدود هذه المناطق الجديدة على أساس مستجمعات المياه.
المنتقدين لهذه السياسة يرون أن حكومة إريتريا كانت تحاول محو النسيج التاريخي اما أنصارها يعتقدون أن هذه الحدود الإقليمية الجديدة من شأنها تخفيف حدة النزاعات على الأراضي التاريخية. وعلاوة على ذلك أنصار هذه السياسة يقولون ان استناد الحدود على الموارد الطبيعية الهامة من شأنه التخفيف من التخطيط لاستخدامها.

## الحكم
كل منطقة لها جمعية إقليمية منتخبة محليا في حين أن المسؤول المحلي يعين من قبل رئيس إريتريا. خلال اجتماعات مجلس الوزراء يجتمع الرئيس أيضا مع المسؤولين الإقليميين الذين يقدمون تقريرا عن أنشطة مناطقهم.
الجمعيات الإقليمية مكلفة بوضع ميزانية للبرامج المحلية والاستماع إلى مشاكل السكان المحليين. البرامج المحلية تشمل الفعاليات الثقافية، والبنية التحتية مثل الطرق الفرعية، وتشجيع التشجير.

### المناطق
| الرقم في الخارطة | الإقليم                     | رمز البريد/ ISO قن | رموز أخرى  | عاصمة الإقليم |
| 4                | إقليم أنسبا                 | ER-AN              | ZA         | كرن           |
| 4                | ዞባ ዓንሰባ                     | ER-AN              | ZA         | كرن           |
| 4                | منطقة عنسبا                 | ER-AN              | ZA         | كرن           |
| 1                | المنطقة المركزية (إرتريا)   | ER-MA              | ZM         | أسمرة         |
| 1                | ዞባ ማእከል                     | ER-MA              | ZM         | أسمرة         |
| 1                | المنطقة المركزية            | ER-MA              | ZM         | أسمرة         |
| 3                | إقليم غاش-باركا ‏            | ER-GB              | ZGB        | بارنتو        |
| 3                | ዞባ ጋሽ ባርካ                   | ER-GB              | ZGB        | بارنتو        |
| 3                | منطقة القاش وبركا           | ER-GB              | ZGB        | بارنتو        |
| 5                | منطقة شمال البحر الأحمر     | ER-SK              | ZNRS, ZSKB | مصوع          |
| 5                | ዞባ ሰሜናዊ ቀይሕ ባሕሪ             | ER-SK              | ZNRS, ZSKB | مصوع          |
| 5                | منطقة البحر الأحمر الشمالية | ER-SK              | ZNRS, ZSKB | مصوع          |
| 2                | منطقة الجنوب ‏               | ER-DU              | ZD         | مندفرا        |
| 2                | ዞባ ደቡብ                      | ER-DU              | ZD         | مندفرا        |
| 2                | المنطقة الجنوبية            | ER-DU              | ZD         | مندفرا        |
| 6                | منطقة جنوب البحر الأحمر     | ER-DK              | ZSRS, ZDKB | عصب           |
| 6                | ዞባ ደቡባዊ ቀይሕ ባሕሪ             | ER-DK              | ZSRS, ZDKB | عصب           |
| 6                | منطقة البحر الأحمر الجنوبية | ER-DK              | ZSRS, ZDKB | عصب           |